# Anatoma shiraseae
Anatoma shiraseae is een slakkensoort uit de familie van de Anatomidae. De wetenschappelijke naam van de soort is voor het eerst geldig gepubliceerd in 1990 door Numanami & Okutani.